# Uollega magdalenae
Uollega magdalenae är en fjärilsart som beskrevs av François Louis Nompar de Caumont de Laporte 1976. Uollega magdalenae ingår i släktet Uollega och familjen nattflyn. Inga underarter finns listade i Catalogue of Life.